# Sherlock Holmes and the Case of the Silk Stocking

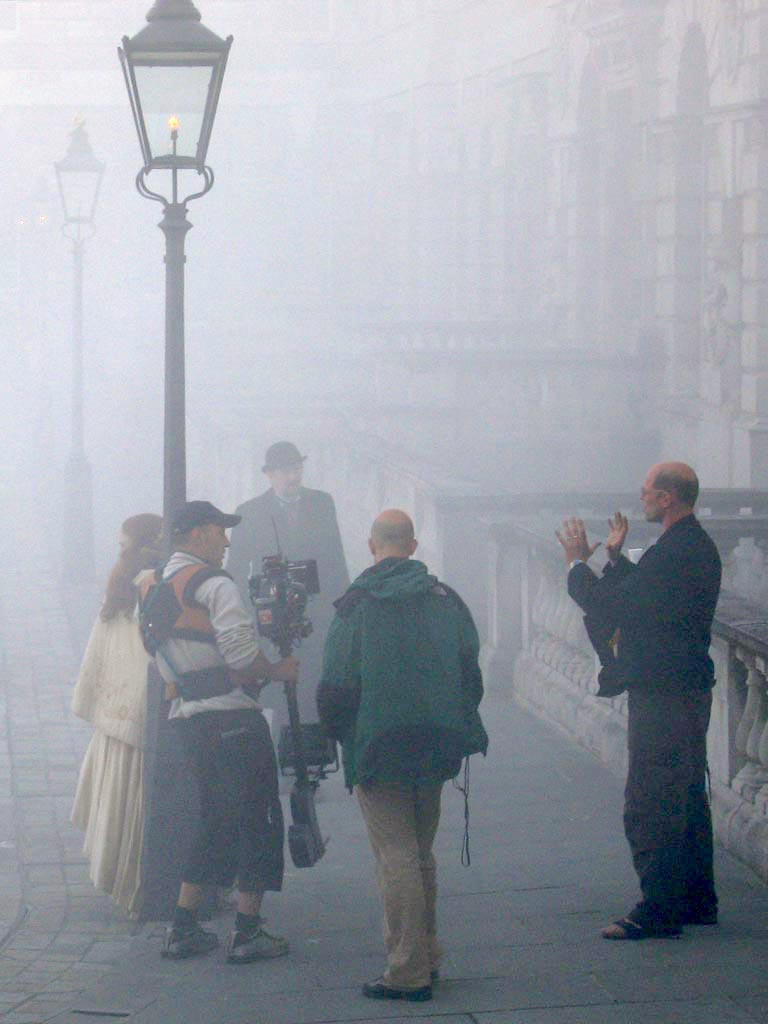
Filmen op locatie bij Somerset House voor Sherlock Holmes and the Case of the Silk Stocking

Sherlock Holmes and the Case of the Silk Stocking is een Britse televisiefilm die oorspronkelijk uitgezonden werd op BBC One in het Verenigd Koninkrijk op 26 december 2004. Geproduceerd door Tiger Aspect Productions, werd het scenario geschreven door Alan Cubitt en was een vervolg op eenzelfde soort televisiefilm als The Hound of the Baskervilles die twee jaar eerder voor de BBC werd geproduceerd. Hoewel Silk Stocking dezelfde Dr Watson (gespeeld door Ian Hart) behield, wordt dit keer Sherlock Holmes gespeeld door Rupert Everett. 
In tegenstelling tot The Hound of the Baskervilles is deze productie een origineel verhaal geschreven door Cubitt, hoewel het script gebruikmaakt van een aantal zinnen uit de dialoog voor Holmes uit Arthur Conan Doyles originele verhalen. In het begin van 1900, voorziet Cubitt Watson van een nieuwe vrouw en geeft aan dat het enige tijd geleden was dat hij en Holmes het laatst hadden samengewerkt.
Geregisseerd door Simon Cellan-Jones, werd de productie uitgebracht in 2005 op dvd, met een audiocommentaar door Cellan-Jones en producer Elinor Dag.
Het boek gegeven aan Holmes door mevrouw Vandeleur is Psychopathia Sexualis.

## Plot

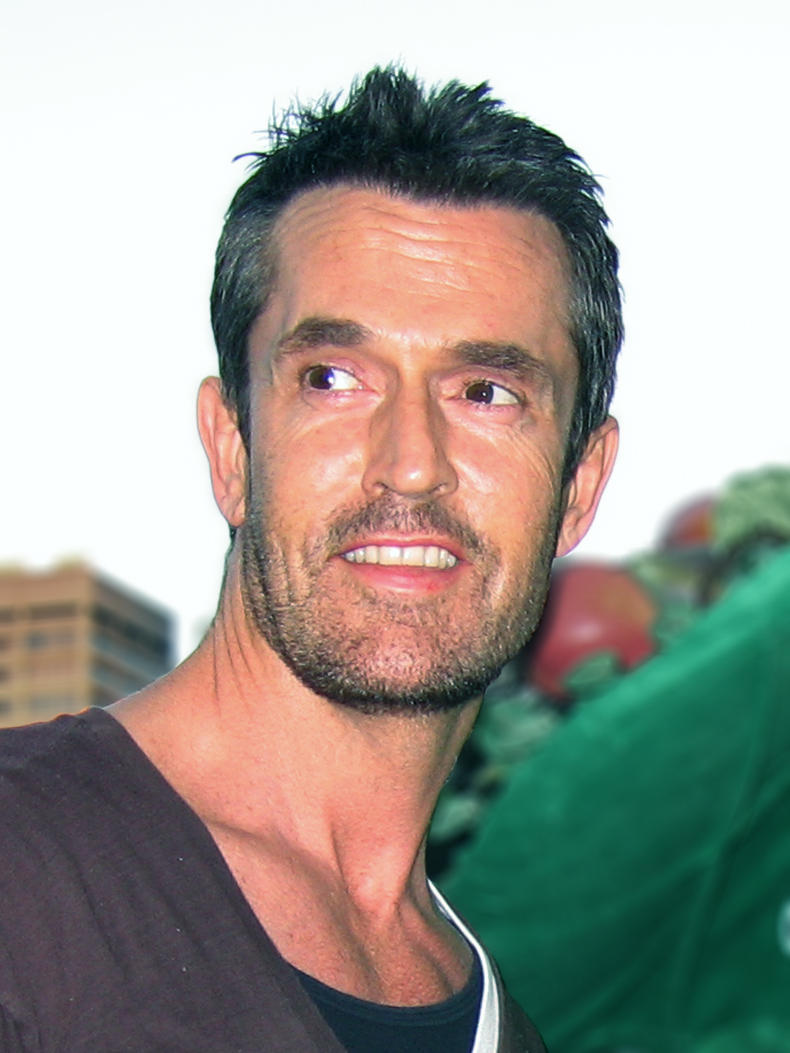
Rupert Everett (2007)

In november 1903 worden jonge vrouwen vermoord in Londen, elk met een zijden kous in hun slokdarm en rond de hals. Watson vraagt hulp aan de verveelde Sherlock Holmes, die uiteindelijk bepaalt dat de slachtoffers geen prostituees maar jongedames uit de betere stand zijn. Bewijs wordt gevonden via een duimafdruk, een paar damesdansschoenen, gebroken glas, een sterke geur van chloroform, en een zijden kous verwijderd uit de slokdarm van een slachtoffer. Het lijkt erop dat de moordenaar een voetfetisj heeft.
Holmes ondervraagt een jong meisje dat kennelijk werd losgelaten door haar belager omdat zij een klompvoet had. Het meisje identificeert hem als haar ontvoerder, maar de duimafdruk past niet bij de verdachte en hij heeft een alibi. Holmes zet dan een val op voor de moordenaar: hij gebruikt de zus van een slachtoffer en laat haar optreden in een klassiek tafereel bijgewoond door de koning en de koningin. Haar Grieks-Romeinse kostuum is onthullend, en haar sandalen zitten aan haar blote voeten. Na de voorstelling loopt ze weg om alleen te zijn; de verdachte overvalt haar en wordt al snel opgevangen door Holmes en in bewaring gesteld. De zus gaat terug naar huis en wordt naar bed gebracht door haar vader. 
Daar de verdachte duimafdruk niet overeenkomt met het bewijsmateriaal, vermoedt Holmes dat de moordenaar deel uitmaakt van een identieke tweeling, en dat de echte moordenaar nog steeds vrij rondloopt. Holmes belt de vader van het meisje dat als lokaas diende om hem te waarschuwen, maar de echte moordenaar ontvoerde haar al enige minuten daarvoor uit haar bed. Het publiek ziet de moordenaar die het meisje over zijn schouder draagt terwijl het bloed van haar gezicht druipt, waar hij haar raakte met gebroken glas. 
De politie dwingt de reeds gearresteerde man hen naar zijn broer te brengen, maar hij ontsnapt aan de politie. Holmes vindt door het bloedspoor te volgen de moordenaar en zijn slachtoffer precies op tijd; de jonge vrouw heeft al een zijden kous vastgebonden rond haar nek. Watson probeert een reanimatie uit te voeren omdat zij al buiten bewustzijn is. Inmiddels is ook de andere broer aangekomen. Holmes krijgt de moordenaars uiteindelijk te pakken. De tweeling wordt vervolgens in hechtenis genomen. Zij voerden de gepleegde moorden om de beurt uit.
Aan het eind van het verhaal gaat Watson trouwen met de Amerikaanse psychiater en zij plannen hun huwelijksreis. Holmes blijft eenzaam achter.